# 温品村
温品村（ぬくしなむら）は、広島県安芸郡にあった村。現在の広島市東区の一部にあたる。

## 地理
- 河川：温品川（府中大川）[1]

## 歴史
- 1889年（明治22年）4月1日、町村制の施行により、安芸郡温品村が単独で村制施行し、温品村が発足[1][2]。
- 1945年（昭和20年）広島原爆投下後、多くの被災者が避難し、以前の疎開者を含めて人口がほぼ2倍となった[1]。
- 1956年（昭和31年）3月31日、安佐郡福木村と合併し、安芸郡安芸町を新設して廃止された[1][2]。

## 産業
- 農業、藁製品[1]。